# Макула Полазника
Макула Полазника (лат. Polaznik Macula) — макула (тёмное пятно) на поверхности Титана, самого крупного спутника Сатурна. Максимальный размер — 350 км, координаты центра — 41°06′ ю. ш. 79°36′ в. д. / 41,1° ю. ш. 79,6° в. д..
Эта макула была обнаружена на инфракрасных снимках, сделанных космическим аппаратом «Кассини» во время пролета около Титана 28 января 2010 года (обозначение пролёта — T66). Названа в честь Полазника — согласно некоторым вариантам мифа, славянского бога новогоднего счастья. Это название было утверждено Международным астрономическим союзом 5 апреля 2010 года.
В пределах макулы Полазника находятся два озера: 140-километровое озеро Сионаскейг и 30-километровое озеро Урмия, причём в первом есть остров. Это первые озёра, обнаруженные в умеренной зоне Титана. Возможно, макула содержит и ещё озёра. Есть предположение, что она представляет собой дно большого углеводоёма, ныне почти высохшего.